# Église du Saint-Esprit de Providence

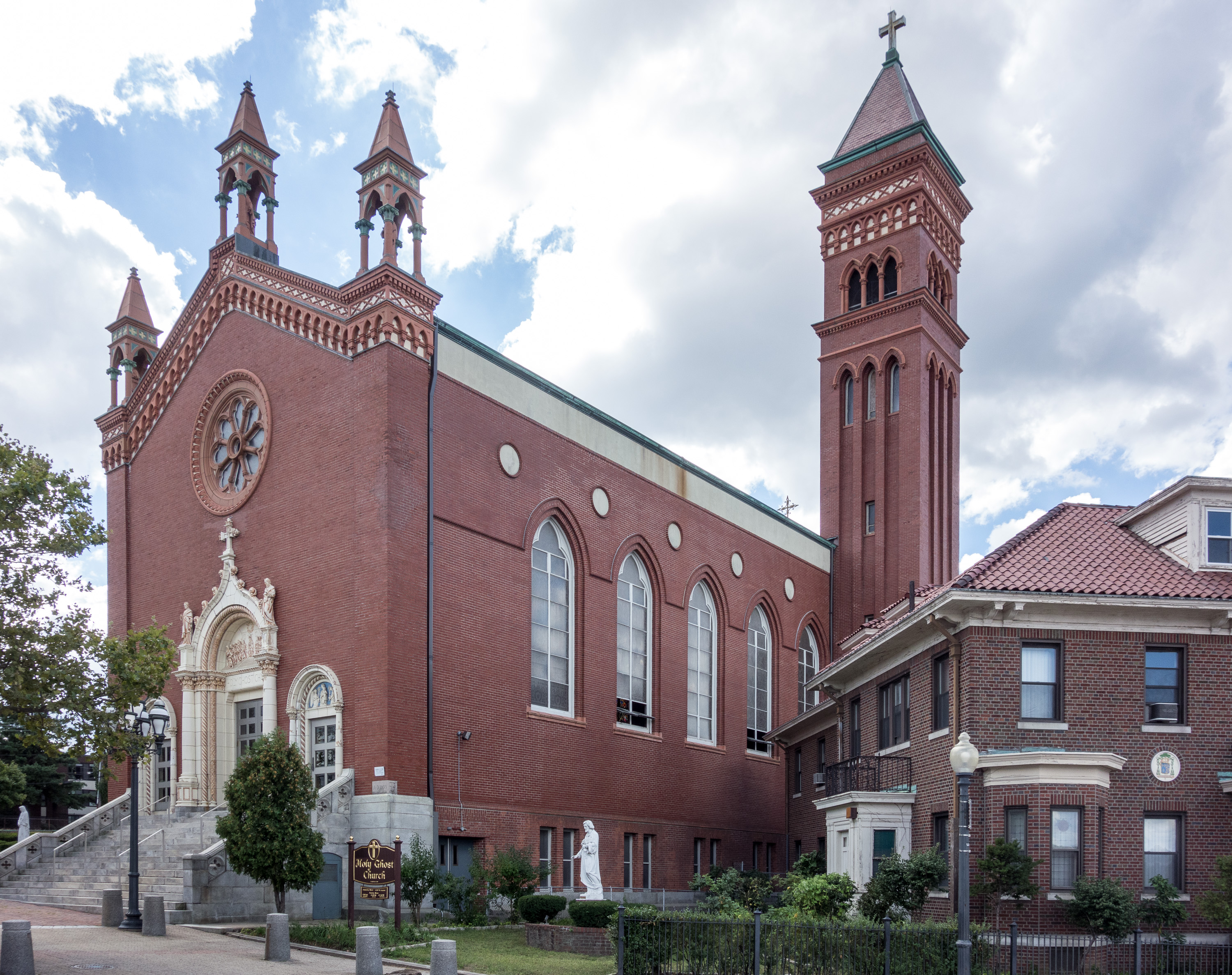
Vue de l'église

L'église du Saint-Esprit (Church of the Holy Ghost) est une église catholique de Providence (Rhode Island) en Nouvelle-Angleterre (côte Est des États-Unis). Dédiée au Saint-Esprit, elle dépend du diocèse de Providence.

## Histoire et description

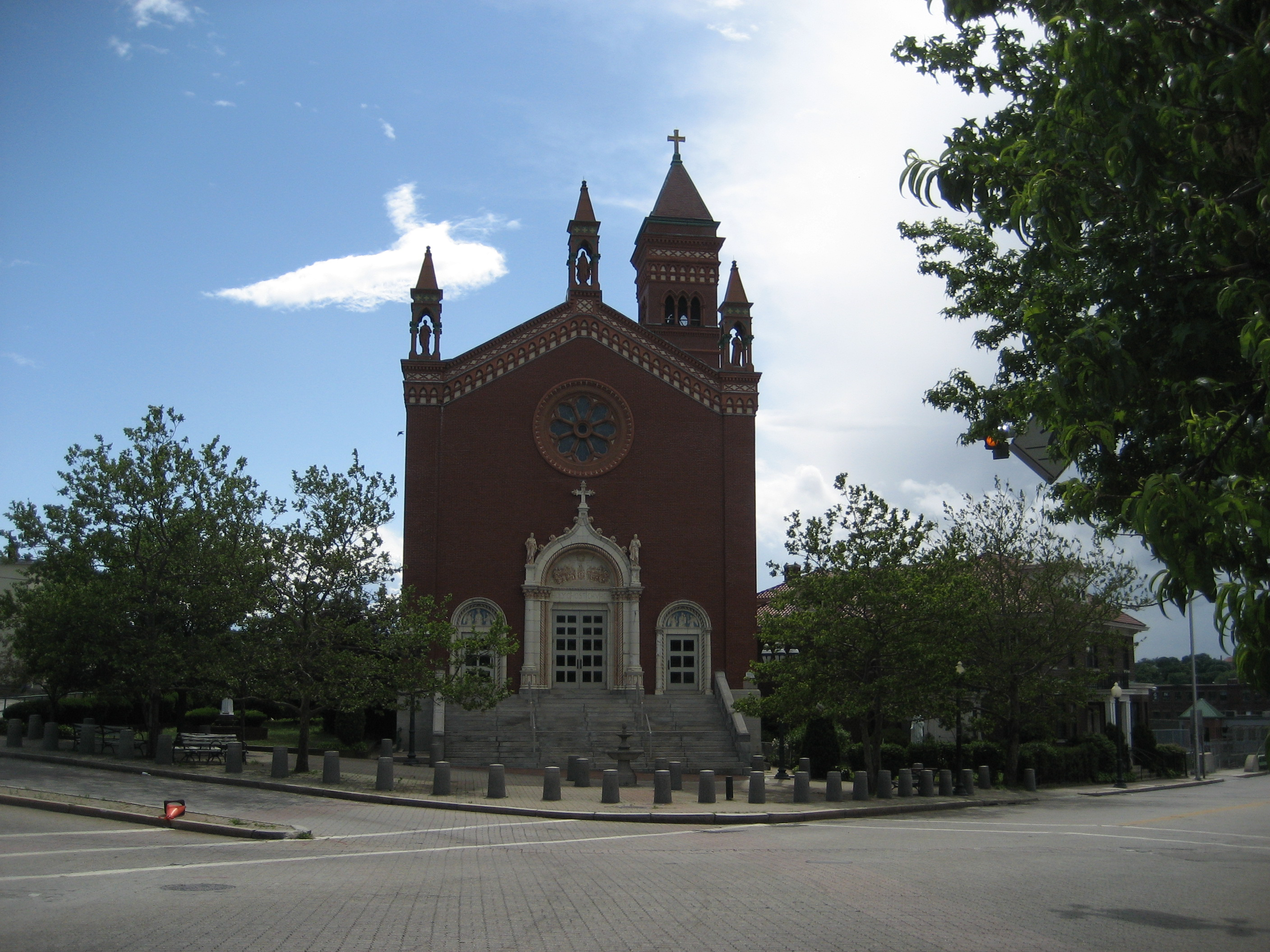
Façade de l'église.

L'église est située au cœur du quartier de Federal Hill, ancien quartier ouvrier, et surnommé « Little Italy » car il accueillit tout à la fin du XIXe siècle et au début du XXe siècle de nouveaux immigrés venant d'Italie pour travailler dans les fabriques textiles et autres. La paroisse du Saint-Esprit est fondée le 22 septembre 1889 pour répondre aux besoins spirituels de la communauté italienne. C'est la première paroisse italienne du diocèse. Saint Jean-Baptiste Scalabrini envoie à la demande de l'évêque de Providence, Mgr Harkins, deux missionnaires italiens pour se mettre à son service. D'autres chapelles et églises du diocèse sont fondées par les Scalabriniens dans les décennies qui suivent.
Une nouvelle église plus grande et sans transept est bâtie en 1909 (les fondations ayant été bénies en octobre 1901 par Mgr Scalabrini lui-même) par l'architecte irlando-américain James Murphy avec ses associés Hindle et Wright dans le style gothique lombardo-vénitien à une seule nef. La façade de l'église en briques est ornée d'une grande rosace et le fronton est décoré de trois pinacles, un au faîte et deux sur les côtés, abritant chacun une statue de saint (la Vierge au milieu). Un haut campanile, dans le goût vénitien, s'élève sur le côté droit, vers le chœur. L'abside en cul de four est ornée d'une immense mosaïque représentant la Pentecôte au Cénacle avec la Vierge trônant au milieu des apôtres. L'intérieur de l'église est richement décoré d'autres mosaïques et de marbre, sous une voûte en berceau
L'école paroissiale est érigée en 1922, donnant une éducation solide à la troisième génération des Italo-américains de la ville, la nouvelle école est construite en 1970. En 1956, la paroisse ouvre la Villa Scalabrini pour les personnes âgées.
L'église est renommée dans tout l'État pour sa chorale. L'église est restaurée en 1988. Les Scalabriniens quittent la paroisse en 2012, remplacés par des prêtres diocésains.
La messe est célébrée tous les jours. Il y a quatre messes dominicales dont une en italien et une en espagnol et une anticipée en anglais, le samedi en fin d'après-midi.

## Source de la traduction
- (en) Cet article est partiellement ou en totalité issu de l’article de Wikipédia en anglais intitulé « Holy Ghost Church, Providence, Rhode Island » (voir la liste des auteurs).